# Polonia Restituta

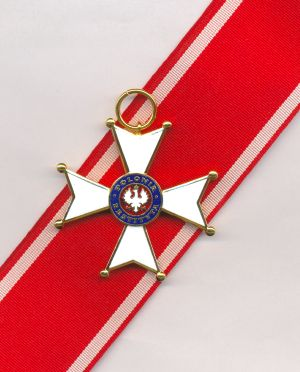
Nuvarande version av kommendörskorset av Polonia Restituta.

Polonia Restituta (polska: Order Odrodzenia Polski, 'det återupprättade Polen'), är en polsk orden instiftad den 4 februari 1921 av det polska parlamentet. Orden fanns ursprungligen i fyra grader men utökades till fem 1922. Orden kan ges för framstående prestationer inom områdena utbildning, vetenskap, sport, kultur, konst, ekonomi, försvar, socialt arbete, offentlig förvaltning eller för att främja goda relationer mellan länder. Den kan tilldelas både civila och militärer polska medborgare samt utlänningar.

## Klasser
1. Storkors
2. Kommendör med stjärna
3. Kommendör
4. Officer (från 1922)
5. Riddare